# Acheron: Part I
«Aqueronteː Parte I» —título original en inglés: «Acheron: Part I»— es el primer episodio de la undécima temporada de la posapocalíptica horror serie de televisión The Walking Dead. La primera de un estreno de temporada de dos partes, el episodio fue escrito por Jim Barnes y la showrunner Angela Kang, y dirigido por Kevin Dowling. "Acheron: Part I" se lanzó en la plataforma de transmisión  AMC+ el 15 de agosto de 2021, antes de transmitirse en AMC el 22 de agosto de 2021. La segunda parte se emitió en AMC una semana después.
En el episodio, Daryl (Norman Reedus) lidera un equipo de misión para saquear la base militar que descubrió. De vuelta en Alexandría, la zona segura experimenta escasez de alimentos. Maggie (Lauren Cohan) cuenta una historia sobre su antigua comunidad, lo que genera una nueva misión de supervivencia que sólo Negan (Jeffrey Dean Morgan) puede liderar. Una vez en el camino, estalla una violenta tormenta que obliga al grupo a descender bajo tierra a una estación de metro donde las tensiones aumentan rápidamente entre Maggie y Negan. Mientras tanto, Eugene (Josh McDermitt) y su grupo son reubicados en un lugar no revelado y pasan por una "evaluación de nivel uno" por parte de la policía paramilitar de la Commonwealth.
"Acheron: Part I" también presenta el debut de Mercer, interpretado por Michael James Shaw, un personaje destacado de las novelas gráficas del mismo nombre.
El episodio recibió críticas generalmente positivas de los críticos, aunque muchos sintieron que dividir el episodio en dos partes era innecesario.

## Trama
Por la noche, Daryl y Maggie lideran un grupo a una base militar abandonada donde hurgan en la basura MRE que quedaron atrás. En el suelo de la base, Carol y Rosita ayudan a Maggie a cargar las MRE en mochilas, Daryl levanta a través del techo con un sistema de polea. Una polea se rompe y Daryl se corta el brazo al atrapar una mochila; una gota de su sangre cae sobre un caminante, lo despierta y el ruido despierta a todos los caminantes en la habitación. Mientras el grupo en el suelo lucha contra ellos, Daryl los levanta a un lugar seguro a través del techo.
Cuando regresan a Alexandría,  Gabriel revela que sólo les queda suficiente comida para una semana. Maggie sugiere que repongan sus suministros recuperando su antiguo campamento, Meridian, que fue derrocado por un grupo que mató a la mayoría de su gente. Ella forma un equipo, entre ellos Daryl, Gabriel, Alden y Negan, para ir a Meridian. Negan, que está más familiarizado con la zona, es elegido para liderar el camino. Cuando pasan por Washington D. C., una fuerte tormenta obliga al grupo a refugiarse en una estación de metro, donde continúan su ruta bajo tierra a través de los túneles.
En otro lugar, Eugene, Ezekiel, Yumiko y Princesa son transportados a un complejo custodiado por soldados paramilitares. El grupo es separado e interrogado durante horas por dos auditores de la Commonwealth, Clark (Carrie Genzel) y Evans (Matthew Cornwell), mientras que Mercer (Michael James Shaw), el general de la Ejército de la Commonwealth, observa. Los auditores están obsesionados con cómo era la vida del grupo antes de "la caída". Cuando se reúnen en el centro de detención, el grupo decide que necesitan escapar.
Mientras el grupo de Maggie avanza a través de los túneles, se encuentran con un grupo de caminantes silenciosos con las gargantas cortadas que se les acercan sigilosamente y el grupo puede abrirse camino a través de ellos. Negan se niega a llevar al grupo más adentro del túnel, diciendo que es demasiado peligroso, pero Maggie insiste en que deben seguir adelante. Negan teoriza que solo fue incluido en el grupo para que Maggie pudiera matarlo lejos de Alexandria y hacer que pareciera un accidente. Maggie lo niega, pero Negan la desafía a matarlo allí, delante de todos. Maggie se niega, pero le advierte que siempre tiene en mente matarlo.
En el recinto, Princesa, que tiene una memoria dotada, revela que dos de los guardias desaparecen regularmente durante media hora, dejando atrás sus armaduras. Durante esta ventana, Eugene y Yumiko roban los uniformes de los soldados y escoltan a Ezekiel y Princesa fuera del complejo. Al salir, el grupo pasa junto a un muro con fotografías de personas desaparecidas. Princesa reconoce a Yumiko en una de las fotos, con una nota del hermano perdido de Yumiko, Tommy, preguntando si alguien la ha visto. Yumiko decide quedarse en el recinto para buscar respuestas.
De vuelta bajo tierra, el grupo descubre que Gage y Roy huyeron en secreto y se llevaron todos sus suministros. Luego, una manada de caminantes aparece más abajo en el túnel y tiende una emboscada al grupo. Abrumado, el grupo busca una ruta de escape y encuentra una escalera sujeta a un vagón del metro. En medio del caos, Daryl corre tras Perro que huye mientras el resto del grupo ¨que logra subir por la escalera para ponerse a salvo. Maggie es la última en subir la escalera, pero un caminante le agarra la pierna. Ella le pide ayuda a Negan, pero él la abandona antes de que ella pierda el control y caiga.

## Producción
En marzo de 2020, de la última temporada se había retrasado debido a la pandemia de COVID-19. La filmación del episodio comenzó el 9 de febrero de 2021. Al igual que en temporadas anteriores, el episodio fue filmado en locación en el estado de Georgia. Seth Gilliam reveló en Talking Dead que el set de metro Tomó "uno o dos meses" armarlo. Muchas de las fotografías de personas desaparecidas incluidas en el "Muro de los Perdidos" de la Commonwealth fueron enviadas por miembros del elenco y del equipo, incluido David Boyd, quien dirigió trece episodios anteriores de la serie.
El título del episodio, "Acheron" o "Aqueronte" en español, se refiere a uno de los ríos de la mitología griega que se dice que fluye a través del inframundo. Al "Acheron" también se le llama a veces el río del dolor o la aflicción. También es un río real en Grecia.

## Recepción

### Recepción crítica
El episodio recibió críticas generalmente positivas de los críticos. En el sitio web de recopilación de reseñas Rotten Tomatoes, el 92% de las reseñas de 13 críticos son positivas, con una calificación promedio de 7,0/10. El consenso del sitio web dice: La larga disputa entre Maggie y Negan ocupa un lugar central en 'Acheron: Part One', un estreno sólido que inicia la última temporada de "The Walking Dead"
Ron Hogan de Den of Geek le dio al episodio 3,5 de 5 estrellas y escribió que "hay muchos aspectos positivos", pero agregó que "después de los picos de los episodios de COVID de la temporada anterior, hay una ligera decepción". También elogió la actuación de Jeffrey Dean Morgan y el arco de redención de Negan, pero criticó la dirección del personaje que Maggie estaba tomando. Matt Fowler de IGN le dio al episodio un 5 sobre 10 y escribió: "Durante el tramo final, cuando las cosas necesitan calentarse, el programa se siente como si se estuviera enfriando. Eso no significa cosas emocionantes. No están esperando entre bastidores, pero las distintas partes de este episodio en particular no fueron un estreno prometedor".
Varios críticos mencionaron que dividir el estreno de la temporada en dos partes parecía innecesario. Al escribir para Filmspeak, Zach Marsh le dio al episodio una calificación de C+ y escribió que: "Además de sentirse como la mitad de un episodio, con la aguja de su historia que no avanza mucho y un final de suspenso, también se siente como un paso significativo hacia abajo con respecto a algunos de los máximos alcanzados por 'The Walking Dead' con entradas recientes".
Escribiendo para Forbes, Erik Kain, revisando "Acheron: Part I" y "Acheron: Part II" juntos, lo llamó "un estreno de temporada sólido", pero consideró que sería Habría sido mejor si los dos episodios se emitieran juntos en lugar de con una semana de diferencia.

### Calificaciones
El episodio logró una audiencia de 2,22 millones de espectadores en los Estados Unidos en su fecha de emisión original. Marcó un aumento de 0.1 en las calificaciones del episodio anterior, convirtiéndose en el primer estreno de temporada en la historia de la serie en tener calificaciones por debajo de cuatro puntos.